# Elia de São Clemente
Elia de São Clemente (em italiano:  Elia di San Clemente) foi uma beata carmelita descalça italiana.

## Nascimento e Infância
Terceira filha de José Fracasso e Páscoa Cianci, Elia de São Clemente nasceu em Bari aos 17 de janeiro de 1901 e aos quatro dias de vida, foi batizada com o nome de Teodora na igreja de São Tiago por seu tio dom Carlos Fracasso. Recebeu a confirmação em 1903 das mãos de D. Júlio Vaccari, arcebispo da diocese. Sua família vivia em São Marcos e se mantinha com os afazeres do pai, mestre, pintor e decorador, o qual, por volta de 1929/30 com grandes sacrifícios abrira um negócio para a venda de tintas e vernizes. Sua mãe se ocupava com as tarefas domésticas.
Ambos cristãos praticantes, eles tiveram nove filhos dos quais quatro morreram em tenra idade. Para os outros filhos eles eram considerados representantes de uma segura referência no crescimento humano e espiritual (Prudência, Ana, Teodora, Domênica e Nicolau). Em 1905 a família se transferiu para a rua Piccinni, a uma casa que tinha um pequeno jardim, no qual a pequena Teodora, com idade de quatro ou cinco anos, afirmou ter visto uma bela “Senhora” que passeava entre os lírios florescidos, e que depois desapareceu como um facho de luz, prometendo a ela que seria monja quando adulta, uma vez que a mãe lhe havia explicado o possível significado da visão.
Teodora, mandada ao internato das religiosas estigmatinas, prosseguiu os estudos até o terceiro ano primário. No dia 8 de maio de 1911, depois de ter feito uma longa preparação, recebeu a primeira comunhão; na noite anterior sonha com Santa Teresinha do Menino Jesus, que lhe diz: "Você será monja como eu". Tempo depois freqüentou o curso de costura e de bordado no mesmo Instituto.

## Início de sua vida Espiritual
Começa a fazer parte da associação da Beata Imelda Lambertini, dominicana com uma grande piedade eucarística; em seguida ingressará na "Milícia Angélica" de São Tomás de Aquino. Reunia periodicamente as amigas num quartinho da casa para fazer meditações e orar juntas, para ler o Evangelho, as Máximas Eternas, a Imitação de Cristo, os 15 Sábados da Virgem, a vida dos santos e sobretudo a autobiografia de Santa Teresa do Menino Jesus. 
Seu comportamento e sua benéfica influência nas outras companheiras não passaram despercebidos a uma de suas mestras, irmã Angelina Nardi. No entanto, a indefinida vocação religiosa de Teodora começava a tomar uma direção graças aos conselhos do padre Pedro Fiorillo, O.P., seu diretor espiritual que a introduz na Terceira Ordem Dominicana, sendo posteriormente admitida como noviça no dia 20 de abril de 1914 com o nome de Inês. Ela faz a profissão em 14 de maio de 1915, com uma dispensa especial por sua jovem idade.
Aos fins de 1917, Teodora decidiu se dirigir ao padre jesuíta Sérgio Di Gioia para lhe pedir conselhos o qual, convertido em seu novo confessor, decidiu encaminhá-la, depois de mais ou menos um ano junto com a amiga Clara Bellomo, futura irmã Diomira do Divino Amor, ao Carmelo de São José, situado na rua De Rossi, em Bari, onde se dirigiram ambas pela primeira vez em dezembro de 1918.
O ano de 1919 foi de intensa preparação espiritual em vista ao ingresso no monastério, sob a guia do padre Di Gioia.

## Religiosa Carmelita Descalça
A nova beata entrou nesta comunidade no dia 8 de abril de 1920 e vestiu o hábito em 24 de novembro do mesmo ano, assumindo o nome de irmã "Elia de São Clemente". Emitiu os primeiros votos simples em 4 de dezembro de 1921. Além de Santa Teresa de Jesus, tomou como guia também a Teresinha do Menino Jesus, seguindo "a pequena via da infância espiritual de onde me sentia" - afirma a Beata - "chamada pelo Senhor". Fez a profissão solene em 11 de fevereiro de 1925. 
Seu caminho, desde o início, não foi fácil. Já nos primeiros meses do noviciado teve que se afrontar com um grande espírito de fé não poucas dificuldades. Mas o verdadeiro problema surgiu depois que a Madre Priora, Angélica Lamberti, na primavera de 1923, nomeou irmã Elia a ser mestra encarregada nas máquinas do centro de educação para pequenas jovens, próximo ao Carmelo; a diretora, irmã Colomba do Ss. Sacramento, de caráter autoritário, severa e pouco compreensiva, não via com bons olhos a bondade e a gentileza com que a irmã Elia tratava as alunas e depois de dois anos a fez sair de seu ofício.
Sempre rigorosamente observante das regras e dos atos comuns, a nova beata passava longos momentos do dia em sua cela, dedicada aos trabalhos de costura que lhe encomendavam, continuando inclusive a desfrutar de uma grande estima por parte da Madre Priora, que a nomeou sacristã em 1927. Nesta dolorosa prova serviu de grande consolo o frade Elia de Santo Ambrósio, Procurador Geral da Ordem dos Carmelitas Descalços, que a conheceu em 1922, numa visita ao Carmelo de São José, e com o qual a jovem manteve uma edificante correspondência epistolar de grande proveito.

## Doença e Morte
Afetada em janeiro de 1927 por uma forte gripe que a debilitou muito, irmã Elia começou a padecer freqüentes dores de cabeça das quais não se lamentava, e que as suportava sem tomar nenhum medicamento. Quando, alguns dias antes do Natal (em 21 de dezembro), irmã Elia começou apresentar também uma forte febre e outras enfermidades, consideraram-lhe que se tratava de um de seus habituais mal-estares; mas a situação tornou-se cada vez mais preocupante. Em 24 de dezembro, um médico a visitou, diagnosticando uma possível meningite ou encefalite, não considerando a situação clínica particularmente grave, somente na manhã seguinte foram convocados para cuidar da enferma dois médicos, os quais infelizmente constataram a irreversibilidade de suas condições.